# Имагинерна единица
В математиката, физиката и инженерните науки имагинерната единица се означава с {\displaystyle i\,}, латинското {\displaystyle j\,} или гръцката буква ι (вж. „Алтернативни означения“). Тя позволява системата на реалните числа, {\displaystyle \mathbb {R} }, да бъде разширена до системата на комплексните числа, {\displaystyle \mathbb {C} .} Точната дефиниция на термина зависи от специфичния метод на разширение.
Главното основание за това разширение е фактът, че не всяко полиномиално уравнение {\displaystyle f(x)=0} има реални решения. Например, уравнението {\displaystyle x^{2}+1=0} няма реално решение (вж. „Определение“). Въпреки това, ако приемем комплексните числа за приемливи решения, всяко полиномиално уравнение {\displaystyle f(x)=0} има решение (вж. затвореност).
За историята на имагинерната единица виж история на комплексните числа.

## Определение
По определение, имегинерната единица {\displaystyle i} е едното решение (от две възможни) на квадратното уравнение
{\displaystyle x^{2}+1=0\ }
или съответно
{\displaystyle x^{2}=-1\ }.
Доколкото не съществува реално число, което дава отрицателно реално число след като бъде повдигнато на квадрат, ние си въобразяваме (imagine) такова число и го означаваме със символа i. Дефиницията на i, макар и по-малко „интуитивна“ от тази на реалните числа, е коректна от математическа гледна точка.
Действията с реални числа могат да бъдат разширени до действия с имагинерни и комплексни числа, приемайки i като неизвестна количествена величина, докато обработваме израза, и след това, използвайки определението, да заместим на всички места, на които се появява i 2 с −1. По-високите степени на {\displaystyle i} също могат да бъдат заместени с −i, 1, {\displaystyle i}, или −1:
{\displaystyle i^{3}=i^{2}i=(-1)i=-i\,}
{\displaystyle i^{4}=i^{3}i=(-i)i=-(i^{2})=-(-1)=1\,}
{\displaystyle i^{5}=i^{4}i=(1)i=i\,}

## i{\displaystyle i}и –i{\displaystyle i}
Доколкото е полином (многочлен) от втора степен, а дискриминантата му е различно от нула (т.е. няма повтарящи се корени), горното уравнение има две различни решения, които са еднакво валидни, а в конкретния случай и взаимно инверсни както адитивно, така и мултипликативно. По-точно, ако едното решение на уравнението сме означили с {\displaystyle i}, стойността −{\displaystyle i} (която не е равна на {\displaystyle i}) също е негово решение. Доколкото уравнението е единственото определение на {\displaystyle i}, излиза, че определението ни е двусмислено (по точно, не добре дефинирано). Въпреки това, ако изберем едното от решенията за „положително {\displaystyle i}", ние не получаваме противоречащи си един на друг резултати. Това е така, защото въпреки че −{\displaystyle i} и {\displaystyle i} не са количествено еквивалентни (те са отрицателни едно по отношение на друго), няма качествена разлика между {\displaystyle i} и −{\displaystyle i} (което не може да бъде казано за −1 и +1). Двете имагинерни единици имат еднакво основание да бъдат числото, чийто квадрат е −1. Ако всички публикации и учебници по математика, свързани с имагинерните или комплексните числа, бъдат пренаписани, като на всяко място, където се появява −{\displaystyle i}, се замести с +{\displaystyle i} (и следователно на всяко място, където се появява −{\displaystyle i}, се замести с −(−{\displaystyle i}) = +{\displaystyle i}), всички математически факти и теореми ще продължат да бъдат еднакво валидни. Разграничаването на двата корена {\displaystyle x} в уравнението {\displaystyle x^{2}+1=0} с означаването на единия от тях като „положителен“ е артефакт изключително на нотацията; за нито един от двата корена не може да се каже, че е по-първостепенен или фундаментален от другия.
Този резултат крие някои тънкости. По-прецизното обяснение изисква да кажем, че въпреки че комплексното поле, определено като R[X]/ (X2 + 1), (виж комплексно число) е еднозначно до степен на изоморфизъм, то не е еднозначно до степен на еднозначен изоморфизъм – съществуват точно 2 автоморфизма на R[X]/ (X2 + 1), идентичността и автоморфизмът, изобразяващ X като −X. (Това не са единствените автоморфизми в полето C, но са единствените, които съхраняват стойностите на всички реални числа фиксирани.) Виж комплексно число, комплексно спрягане, автоморфизъм, и група на Галоа.
Подобни резултати се получават и ако комплексните числа се интерпретират като 2 × 2 реални матрици (виж комплексно число), защото тогава както
{\displaystyle X={\begin{pmatrix}0&-1\\1&\;\;0\end{pmatrix}}}
така и
{\displaystyle X={\begin{pmatrix}0&1\\-1&\;\;0\end{pmatrix}}}
са решения на матричното уравнение
{\displaystyle X^{2}=-I\ }.
В този случай двусмисленият резултат произтича от геометричния избор в коя „посока“ около единичната окръжност е „положителната“ ротация. По-прецизното обяснение изисква да кажем, че групата на автоморфизъм на SO (2, R) има точно 2 елемента – идентичността и автоморфизмът, който преобразува ротацията по часовниковата стрелка в ротация срещу часовниковата стрелка, и обратно.
Всички тези противоречия могат да бъдат решени чрез избор на по-строга дефиниция на комплексните числа, и експлицитно избирайки едно от решенията на уравнението за имагинерна единица.

## Прецизна употреба
Имагинерната единица понякога бива означавана като {\displaystyle {\sqrt {-1}}}; при всички случаи трябва да се подхожда голямо внимание при преобразуване на формули, които съдържат радикали. Нотацията е запазена единствено за квадратния корен като функция, дефинирана единствено за реални числа {\displaystyle x} ≥ 0. Опитът да се приложат правилата за преобразуване на математически изрази, които съдържат реалната функция корен квадратен, към математически изрази, които съдържат комплексната функция корен квадратен, ще доведе до погрешен резултат:
{\displaystyle -1=i\cdot i={\sqrt {-1}}\cdot {\sqrt {-1}}={\sqrt {(-1)\cdot (-1)}}={\sqrt {1}}=1} (погрешно)
Правилото
{\displaystyle {\sqrt {a}}\cdot {\sqrt {b}}={\sqrt {a\cdot b}}}
е валидно само за реални, неотрицателни стойности на {\displaystyle a} и {\displaystyle b}.
За да се избегнат подобни грешки, когато се извършват действия с комплексни числа, стратегията е никога да не се употребява отрицателно число под знака за квадратен корен. Вместо да се запише израз от вида {\displaystyle {\sqrt {-7}}} например, прецизният запис налага да запишем {\displaystyle i{\sqrt {7}}}. Това е и причината, поради която е въведена имагинерната единица.

## Корен квадратен от имагинерна единица
Може да предположим, че ще се наложи да разширим множеството на имагинерните числа, за да въведем квадратния корен от i. Това обаче не е необходимо и той може да бъде записан като което и да е от две комплексни числа:
{\displaystyle \pm {\sqrt {i}}=\pm {\frac {1}{\sqrt {2}}}(1+i)}
Това лесно може да бъде доказано:
| {\displaystyle \left(\pm {\frac {1}{\sqrt {2}}}(1+i)\right)^{2}\ } | {\displaystyle =\left(\pm {\frac {1}{\sqrt {2}}}\right)^{2}(1+i)^{2}\ }   |
|                                                                    | {\displaystyle =(\pm 1)^{2}{\frac {1}{2}}(1+i)(1+i)\ }                    |
|                                                                    | {\displaystyle ={\frac {1}{2}}(1+2i+i^{2})\quad \quad \quad (i^{2}=-1)\ } |
|                                                                    | {\displaystyle ={\frac {1}{2}}+i-{\frac {1}{2}}\ }                        |
|                                                                    | {\displaystyle =i\ }                                                      |

## Степени наi{\displaystyle i}
Степените на {\displaystyle i} се повтарят циклично:
{\displaystyle i^{4n}=1\,}
{\displaystyle i^{4n+1}=i\,}
{\displaystyle i^{4n+2}=-1\,}
{\displaystyle i^{4n+3}=-i\,}
В случая n е произволно избрано цяло число.
Оттук следва изводът, че
{\displaystyle i^{n}=i^{n{\bmod {4}}}\,}.

## i{\displaystyle i}и формулата на Ойлер
Формулата на Ойлер гласи:
{\displaystyle e^{ix}=\cos(x)+i\sin(x)\,},
където x е реално число. Формулата може също да бъде аналитично разширена за комплексни x.
Замествайки {\displaystyle x=\pi }, получаваме
{\displaystyle e^{i\pi }=\cos(\pi )+i\sin(\pi )=-1+i0\,}
и достигаме до елегантното тъждество на Ойлер:
{\displaystyle e^{i\pi }+1=0\,}.
Това забележително просто равенство свързва пет важни математически величини (0, 1, π, e, чрез i) чрез основните действие сумиране, умножение и повдигане на степен.

### Пример
Заместването на {\displaystyle x=\pi /2-2N\pi ,}, където N е произволно избрано цяло число, дава
{\displaystyle e^{i(\pi /2-2N\pi )}=i\,}
Или, повдигайки всяка от страните на степен {\displaystyle i},
{\displaystyle e^{ii(\pi /2-2N\pi )}=i^{i}\,}
или
{\displaystyle e^{-(\pi /2-2N\pi )}=i^{i}\,},
което показва, че {\displaystyle i^{i}\,} има безкраен брой  елементи  от вида
{\displaystyle i^{i}=e^{-\pi /2+2\pi N}\,}
където N е произволно цяло число. Тази реална стойност, въпреки че е реална, не е еднозначно определена. Причината за това се съдържа във факта, че комплексният логаритъм е функция, която има много значения.

## Действия сi{\displaystyle i}
Много математически операции, които магат да бъдат извършени с реалните числа, могат да бъдат извършени също с {\displaystyle i}, като повдигане на степен, коренуване, логаритмуване и тригонометрични функции.
Число, повдигнато на степен {\displaystyle ni}, дава:
{\displaystyle \!\ x^{ni}=\cos(\ln(x^{n}))+i\sin(\ln(x^{n}))}
Корен {\displaystyle ni}ти от число е:
{\displaystyle \!\ {\sqrt[{ni}]{x}}=\cos(\ln({\sqrt[{n}]{x}}))-i\sin(\ln({\sqrt[{n}]{x}}))}
Логаритъм при основа {\displaystyle i} от число е:
{\displaystyle \log _{i}(x)={{2\ln(x)} \over i\pi }}
Косинусът на {\displaystyle i} е реално число:
{\displaystyle \cos(i)=\cosh(1)={{e+1/e} \over 2}={{e^{2}+1} \over 2e}=1.54308064}
Синусът на {\displaystyle i} е имагинерен:
{\displaystyle \sin(i)=\sinh(1)\,i={{e-1/e} \over 2}\,i={{e^{2}-1} \over 2e}\,i=1.17520119\,i}

## Алтернативни означения
- В електроинженерните науки и свързаните с тях области имагинерната единица често се записва като {\displaystyle j\,} за да се избегне объркване с електрическия ток като функция от времето, по традиция означаван с {\displaystyle i(t)\,} или просто {\displaystyle i.\,} Програмният език Python също използва j за означаване на имагинерната единица, докато в Matlab и двете означения ({\displaystyle i} и {\displaystyle j}) са свързани с имагинерната единица.
- По-внимателен подход изискват и някои учебници, където по дефиниция j = −i, в часност при случаите с разпространение на вълна (напр. плоска вълна, разпространяваща се надясно в направление x {\displaystyle e^{i(kx-\omega t)}=e^{j(\omega t-kx)}\,}).
- Някои текстове използват гръцката буква йота (ι) за означаване на имагинерната единиза с цел да се избегне объркване.